# Solomon Judah Loeb Rapoport
Solomon Judah Löb HaKohen Rapoport (in ebraico שלמה יהודה ליב הכהן רפפורט‎?; Lemberg, 1º giugno 1786 – Praga, 15 ottobre 1867) rabbino di origine ebraica, nato nel Regno di Galizia e Lodomiria.

## Biografia
Nel 1810 sposò Franziska Freide Heller, figlia di Aryeh, che gli permise di partecipare alla pubblicazione del libro Avnei Miluim, del quale curò l'indice, le fonti e numerosi commenti.
Nel 1837 divenne rabbino di Ternopil' e, tre anni più tardi, di Praga. Fu uno dei fondatori del movimento studentesco giovanile Wissenschaft des Judentums. Il suo primo scritto fu per la prima parte di un'enciclopedia intitolata Erekh Millin, pubblicata incompiuta a Praga nel 1852 dall'editore Landau. Successivamente, curò le biografie dei rabbini Saadia Gaon, Nathan ben Yehiel (autore di Arukh), Hai Gaon ed Eleazar ben Kalir.
Dopo una pubblicistica essenzialmente incentrata su poesie e traduzioni, nel 1824 firmò l'articolo Bikkure ha-'Itim riguardo alle tribù indipendenti dell'Arabia e dell'Abissinia, pubblicazione che gli diede una certa notorietà. 

La medesima rivista pubblicò nel 1929 un ciclo di biografie sui sapienti ebrei dell'età medievale, la prima delle quali verteva sulla figura di Saadia Gaon. Quest'opera gli procurò riconoscimenti e amicizie nel mondo accademico, in modo particolare quella di S.D. Luzzatto.
Introdotto nei circoli rabbinici, fu soprannominato con l'acronimo Shir (lett. "canzone"), derivato dalle iniziali del suo nome ebraico: Shelomo Yehuda Rapoport.
Rapoport morì a Praga il 15 ottobre 1867.

## Le dieciSefirotcome suoni vocalici
Dopo aver notato che l'ebraico possedeva dieci suoni vocalici nella dizione dei Masoreti, suggerì che questo aspetto linguistico avrebbe potuto migliorare la comprensione del Sefer Yetzirah e la relazione fra le combinazioni di lettere e la creazione del mondo.
Egli sostenne che la parola ebraica sephirah fosse in relazione con sippur (lett. "dire di nuovo”", e che la maggior parte delle opere cabalistiche successive al Sefer in realtà fossero dei falsi, Zohar compreso.